# Aglossorrhyncha biflora
Aglossorrhyncha biflora J.J.Sm. 1910 es una especie de orquídea de hábito terrestre, incluida en la subfamilia Epidendroideae.

## Hábitat
Encontrado en Seram (Molucas), las Islas Salomón, Nueva Guinea, Vanuatu y Fiyi en los bosques de montaña en alturas de 1900 a 2800 m s. n. m.

## Descripción
Es una planta de tamaño pequeño que prefiere clima cálido a fresco, tiene hábito terrestre con un tallo rígido, ramificado, comprimido lateralmente, con sección elíptica transversal y hojas  oblongas, cuneadas las basales y con nervio medio, rígidamente coriáceas,  ampliamente bi-lobulada. Florece  en una inflorescencia con dos flores de 1.5 a 2 cm de ancho con obtusas brácteas florales. La floración se produce en la primavera y el otoño.

## Taxonomía
Aglossorrhyncha biflora fue descrita por Johannes Jacobus Smith y publicado en Bulletin du Département de l'Agriculture aux Indes Néerlandaises 39: 1. 1910.
Etimología
Aglossorrhyncha; nombre genérico que significa que es distinto del género Glossorhyncha.
biflora: epíteto latino que significa "con dos flores".
Sinonimia
- Aglossorhyncha bilobula Kores 1989;
- Aglossorhyncha longicaulis J.J.Sm. 1928[4][5]